# Pherotesia lima
Pherotesia lima là một loài bướm đêm trong họ Geometridae.